# РД-0169
РД-0169 — российский кислородно-метановый ракетный двигатель. Разрабатывается в КБХА, главный конструктор — Горохов Виктор Дмитриевич.
В качестве горючего используется сжиженный природный газ (метан), в качестве окислителя используется жидкий кислород.
Предназначен для использования в качестве маршевого двигателя в многоразовых ракетах-носителях (РН Амур-СПГ). Рабочий процесс в камере сгорания организован по типу «газ-газ».
Преимуществами являются: удобство в эксплуатации, экологическая чистота, возможность многоразового использования.
Планируется достижение тяги в 200 тонн. В штатном варианте выбрано давление в камере сгорания 175 кгс/см2. Разрабатывается на основе РД0162 с промежуточным вариантом в виде РД0177, известно о двух модификациях РД0169А (двигатель первой ступени РН Амур-СПГ) и РД0169В (четырёхкамерный двигатель второй ступени РН Амур-СПГ).

## Разработка
В ОАО «Конструкторское бюро Химавтоматики» с 1994 г. проводилось исследование перевода на топливо кислород-метан серии двигателей РД0120, РД0124, РД0234, РД0242, РД0256. В 1996-1999 г. сделана расчетноконструкторская, материаловедческая и технологическая проработка ряда ЖРД тягой 5-240 тс (РД0139, РД0140, РД0134, РД0141, РД0142, РД0143А, РД0143К, РД0144, РД0149) на топливе кислород-метан. Прошли огневые испытания демонстрационные двигатели РД-0110МД, изготовленный на базе РД-0110, и РД-0146М.
Ракетный двигатель РД0162 нового типа разрабатывался в воронежском Конструкторском бюро химавтоматики (КБХА) с 2006 года в варианте с тягой 2000 кН (203 тс), а с 2012 года с тягой 416 кН (42,42 тс) в варианте РД0162СД. Разработка двигателя включена в Федеральную космическую программу на 2016—2025 гг.
- В 2012 г. в КБХА по ТЗ от Центра им. Хруничева разработан эскизный проект жидкостного кислородно-метанового двигателя РД0162 (главный конструктор А. Ф. Ефимочкин, ведущий конструктор С. А. Швец).
- В декабре 2016 года состоялись успешные испытания двигателя-демонстратора РД0162Д2А[3]. По состоянию на первую половину 2017 года испытание первого завершенного экземпляра было запланировано на 2020 год[4].
- В конце октября 2017 года состоялась серия огневых испытаний двигателя РД-0162Д2А тягой 40 тонн; разработан эскизный проект на кислородно-метановый двигатель тягой 85 тонн[5]. Следующий этап предусматривает выпуск конструкторской документации на двигатель тягой 85 тонн, а также продолжение подготовки производства и изготовление энергетических установок для отработки отдельных систем двигателя[6].
- 17 апреля 2018 года вице-премьер РФ Дмитрий Рогозин, по итогам посещения производственной площадки Конструкторского бюро химавтоматики, заявил следующее[7]:

Кислород-керосиновые двигатели, безусловно, должны быть заменены уже в ближайшей перспективе на новые работы, которые будут основаны на кислород-водороде и кислород-метане, то есть на сжиженном природном газе. Это более простые решения, более дешевые, более надежные. Если и делать эту ракету «Союз-5», то надо делать её на современном двигателе, а не на двигателе, которому 50 лет.
31 мая 2018 генеральный директор НПО «Энергомаш» Игорь Арбузов в интервью СМИ сообщил, что до 2020 года должен быть создан и испытан двигатель с тягой 85 тонн.
- 1 апреля 2019 года глава Роскосмоса Д. Рогозин заявил СМИ, что госкорпорация не может вести разработку перспективных метановых двигателей для многоразовых ракет по причине того, что все свободные деньги направлены на погашение долгов Центра им. Хруничева. В случае появления средств метановый двигатель, благодаря наработкам КБХА, можно было бы сделать за 2-3 года[9].
- 23 мая 2019 глава Роскосмоса Д. Рогозин на лекции в МГУ сообщил, что создание метанового двигателя для многоразовой ракеты будет внесено в новую версию Федеральной космической программы[10].
- 27 августа 2019 глава Роскосмоса Д. Рогозин на Международном авиационно-космическом салоне МАКС-2019 сообщил, что прототип метанового двигателя возможно создать за несколько лет[11].
- 26 сентября 2019 года на сайте госзакупок был размещен контракт на создание Воронежским КБХА метанового двигателя с начальной (максимальной) ценой 765,78 млн рублей с датой окончания работ 15 ноября 2021 года («Создание ракетных двигателей нового поколения и базовых элементов маршевых двигательных установок перспективных средств выведения в части работ 2019—2021 годов»; шифр СЧ ОКР: «ДУ СВ» (2021)). Согласно техзаданию, двигатель получил название РД0177, тяга должна составлять 85 тс, земной удельный импульс — 312 с, а масса не должна превышать 2200 кг[12].
- В мае 2020 года «Роскосмос» заключил контракт с КБ химавтоматики на сумму 6,3 миллиарда рублей на создание двигателя РД-0169: первый планируется создать к ноябрю 2023 года, ещё три — к ноябрю 2024 года и четыре — к ноябрю 2025 года.
- 3 июня 2020 года в КБХА завершен очередной этап создания опытного образца РД-0177[13].
- 27 августа 2020 года генеральный директор НПО «Энергомаш» Игорь Арбузов сообщил СМИ, что к настоящему моменту проведены испытания отдельных элементов агрегатов будущего метанового двигателя — газогенератора, смесительной головки. Теперь предприятие переходит к работам уже непосредственно по изготовлению двигателя-демонстратора РД-0177, который должен быть изготовлен в 2022 году. Лётный образец под названием РД-0169 должен быть изготовлен в 2022—2023 гг.[14].
- В конце мая 2021 года из материалов, расположенных на сайте госзакупок, стало известно, что первый опытный метановый двигатель РД-0169 будет изготовлен и испытан к ноябрю 2025 года, что на два года позже, чем предполагалось ранее; остальные 7 двигателей также будут изготовлены и испытаны в ноябре 2025 года[15].
- 18 сентября 2021 года генконструктор кислородно-водородного двигателя РД-0120, генеральный директор и генконструктор КБ химавтоматики (1993—2015 гг) Владимир Рачук сообщил СМИ, что в КБХА по контракту с Роскосмосом с 2016 года ведется разработка двигателя РД-0177/РД-0169 тягой 100 тонн для ракеты-носителя «Амур-СПГ». Выпущена конструкторская документация, ведется подготовка производства, изготовление агрегатов, огневые испытания установок. Начало огневых испытаний двигателя запланировано в середине 2023 года[16].

- 24 декабря 2021 года в испытательном комплексе Воронежского центра ракетного двигателестроения, успешно проведены огневые испытания штатной автономной системы зажигания многоразового кислородно-метанового ракетного двигателя РД-0177. Со слов главного конструктора КБХА Виктора Горохова была перевыполнена запланированная программа испытаний: в рамках одного пускового дня вместо пяти включений провели восемь, в ходе которых подтвердили работоспособность и возможность многоразового использования системы зажигания двигателя для перспективного применения в составе возвращаемых ступеней ракет-носителей, в том числе РН «Амур-СПГ»,[17]

### Оценка стоимости создания и финансирование разработки
- В сентябре 2019 года, когда победителем конкурса Роскосмоса на разработку опытного образца метанового двигателя стало КБХА, цена контракта составила 765,78 млн рублей[12].
- В мае 2020 года Роскосмос заключил контракт с КБ химавтоматики на сумму 6,3 млрд рублей на создание двигателя РД-0169.

## Основные параметры российских метановых двигателей
| Основные параметры российских метановых двигателей | Основные параметры российских метановых двигателей | Основные параметры российских метановых двигателей | Основные параметры российских метановых двигателей | Основные параметры российских метановых двигателей | Основные параметры российских метановых двигателей | Основные параметры российских метановых двигателей | Основные параметры российских метановых двигателей |
| -------------------------------------------------- | --- | --- | --- | --- | --- | -------------------------------------------------- | -------------------------------------------------- |
| Вариант двигателя                                  | РД-0110МД | РД-0162 | РД-0162СД | РД-0162Д2А | РД-0177 | РД-0169А                                           | РД-0169В                                           |
| Топливо                                            | Кислород + метан | Кислород + метан | Кислород + метан | Кислород + метан | Кислород + метан | Кислород + метан                                   | Кислород + метан                                   |
| Назначение                                         | Двигатель-демонстратор для отработки технологий создания кислородно-метановых ЖРД с возможностью многократного использования для перспективных средств выведения | Двигатель-демонстратор для отработки технологий создания кислородно-метановых ЖРД с возможностью многократного использования для перспективных средств выведения | Двигатель-демонстратор для отработки технологий создания кислородно-метановых ЖРД с возможностью многократного использования для перспективных средств выведения | Двигатель-демонстратор для отработки технологий создания кислородно-метановых ЖРД с возможностью многократного использования для перспективных средств выведения | Двигатель-демонстратор для отработки технологий создания кислородно-метановых ЖРД с возможностью многократного использования для перспективных средств выведения | Двигатель 1-й ступени                              | Двигатель 2-й ступени                              |
| Применение                                         | Опытный образец | Опытный образец | Опытный образец | Опытный образец | Опытный образец | РН Амур-СПГ                                        | РН Амур-СПГ                                        |
| Период разработки                                  | с 1994 | с 2006 | 2012-2016 | - 2016 | 2016 — 2023 | 2020 — конец 2025                                  | 2020 — конец 2025                                  |
| Статус двигателя                                   | Разработка завершена | Разработка завершена | Разработка завершена | Разработка завершена | Разрабатывается | Разрабатывается                                    | Разрабатывается                                    |
| Схема двигателя                                    | | Дожигание восстановительного генераторного газа | | | |                                                    |                                                    |
| Количество камер                                   | 1 | | | | |                                                    | 4                                                  |
| Соотношение компонентов топлива                    | | 3,5 | | | |                                                    |                                                    |
| Количество и период пусков                         | | 0 | | | 0 | 0 (2026 — гг.)                                     | 0 (2026 — гг.)                                     |
| Кратность использования двигателя                  | от 10 | 25 | 25 | | | от 10 до 50 (возможно 100)                         | не возвращается                                    |
| Время межполетного обслуживания двигателя, дней    | | | | | |                                                    |                                                    |
| Угол качания камеры                                | | ±13 (в двух плоскостях) | | | |                                                    |                                                    |
| Количество ТНА                                     | | | | | |                                                    |                                                    |
| Тяга, земная/пустотная, тс (кН)                    | 24,98 (245) | 203,9 (2000) / 225,9 | | 40 (392,27) | 85 (833,56) | 100 (980,66) / 110                                 | 110 (1078,73)                                      |
| Уровень форсирования по тяге, %                    | | 133 | 133 | | |                                                    |                                                    |
| Удельная тяга, земной/пустотный, с                 | | 321 / 356 | | | 352 / | 315/ 346                                           |                                                    |
| Удельный импульс двигателя, м/с                    | | 3149 / 3492 | 2948 / 3404 | | |                                                    |                                                    |
| Давление в камере сгорания, кгс/см2 (МПа)          | 58,94 | 175 | 149,9 (14,7) | | 165 |                                                    |                                                    |
| Масса, сухая/залитая, кг                           | | 2100 | 500 | | |                                                    |                                                    |
| Габариты, высота/диаметр, мм                       | | 3552/1650 | 2000/930 | | |                                                    |                                                    |
| Время работы, с                                    | | 200 | 200 | | |                                                    |                                                    |
| Цена одного двигателя, млн руб / млн дол           | | | | | |                                                    |                                                    |

## Аналоги
- TQ-15A китайского РН Zhuque-2[22] компании «Ланьцзянь». РН совершил первый успешный полёт (неуспешный был в декабре 2022) кислород-метанового РН 12.07.2023 с выведением макета полезной нагрузки.
- Aeon с тягой от 126 до 1300 кН в РН Terran-1 (запуск в марте 2023 неудачен) и Terran-R от Relativity Space.
- Blue Engine 4 (BE-4) американской Blue Orign
- Raptor 1 и 2 американской SpaceX
- демонстратор двигателя LM10-MIRA тягой 7,5 тс совместной разработки итальянской AVIO и КБХА (2014)[2]
- демонстратор Chase-10 южнокорейской C&Space Inc.(CSI) тягой в вакууме 106,75 кН (пустотный удельный импульс 3150м/с), предназначенного для многократного использования (более 50 раз) и имеющего общий ресурс −10000 с. На 2014 испытывался только в течение 10 секунд. Двигатель был передан американской DARMA Technology[2]
- демонстраторы XR-3М9 (2005 г), XR-4К5, XR-5М12, XR-4А3 и итоговый XR-5M15 с тягой 33 кН американской компании XCOR, которая обанкротилась в 2017.[2]
- демонстратор американского RS-18 (2009 г) для возвращения с Марса и Луны тягой от 22 до 44 кН, проработал всего 0,5 с.[2]
- демонстратор американского MAE (2005 г) с тягой 1,3 — 4,5 кН.[2]
- демонстратор американского RCE с тягой 0,4 кН, тесты продолжительностью до 5-ти с.[2]